# 新卡斯特拉军区
新卡斯特拉（希臘語：Νεόκαστρα，即“新堡垒”，拉丁语史料称Neocastri或Neochastron）是拜占庭帝国的一个军区，位于小亚细亚西北部，存在于12-13世纪。

## 历史
这个军区的起源、范围不是很清楚。根据尼基塔斯·霍尼阿特斯的说法，这个军区是曼努埃尔一世（1143-1180年在位）皇帝于1162-1173年之间创立的。曼努埃尔一世在受突厥人袭扰的帕加马、赫利阿拉（χλιαρά，今克尔卡阿奇）、阿德拉米狄翁三个城市及其周边地区整修了防御工事，将其整合为一个名为新卡斯特拉的行政区域，霍尼阿特斯用古代的语言称其长官为“监督官”（harmostes），不过其实际应该是由一名“都督”管理。但一份1198年给威尼斯的金玺诏书表明阿德拉米狄翁不属于新卡斯特拉， 1204年的《分割罗马土地条约》将帕加马、赫利阿拉、阿德拉米狄翁三城与新卡斯特拉并列。学者海伦·阿尔韦勒尔认为，新卡斯特拉一开始确实包括这三个城市，但1198年阿德拉米狄翁可能成为一个独立的行政区，而条约中三个城市与新卡斯特拉的分离可能是抄写员的疏忽。 
1204年拜占庭帝国在第四次十字军的进攻下解体，新卡斯特拉地区很快被流亡贵族建立的尼西亚帝国控制，该军区建制也保留，与色雷斯西亚军区一道，成为帝国的核心区域。不过这一时期军区的边界有变动，阿德拉米蒂翁被拉丁帝国占领，帕加马城也被放弃，成为废墟。在史家乔治·阿克罗波利特斯的记载中，帕加马、赫利阿拉不属于新卡斯特拉，新卡斯特拉的北界为卡拉莫斯（今格伦贝Gelenbe），也是尼西亚帝国与拉丁人的边界。基于阿克罗波利特斯的记载，学者鲁斯·马克里德斯认为新卡斯特拉军区可能原本就是在霍尼阿特斯所提到的三个城市的东边而不包括他们。阿尔韦勒尔也提出尼西亚时代的新卡斯特拉向南一直延伸到马格内西亚（今马尼萨）或萨第斯，但并没有证据可以证实。
史料中只记载了少数几位新卡斯特拉军区的长官：约1284年任职的曼努埃尔·卡拉姆帕科斯（Manuel Kalampakes）、1296年参与阿莱克修斯·菲兰斯罗佩诺斯叛乱的某个利巴达里奥斯家族成员，还有一个1203-1304年出现在记载中的，有伴寝官头衔的君士坦丁·杜卡斯·内斯通戈斯，阿尔韦勒尔认定他是最后一个出现在记载中的新卡斯特拉军区“都督”。此后不久，新卡斯特拉军区的土地被安纳托利亚诸突厥小国中的萨鲁汗王朝与卡拉斯王朝征服。

## 引用
1. 1 2  Ahrweiler (1965), p. 133
2. 1 2 3 4 5  Kazhdan (1991), p. 1454
3. ↑  Ahrweiler (1965), pp. 134–135
4. 1 2  Ahrweiler (1965), p. 163
5. ↑  Ahrweiler (1965), p. 135
6. 1 2  Macrides (2007), p. 152 (Note #15)
7. ↑  Ahrweiler (1965), pp. 164–165